# Iso-Riuttanen
Iso-Riuttanen är en sjö i kommunen Suonenjoki i landskapet Norra Savolax i Finland. Arean är 36 hektar och strandlinjen är 4,16 kilometer lång. Sjön  ingår i Kymmene älvs huvudavrinningsområde.   Den ligger omkring 53 kilometer sydväst om Kuopio och omkring 280 kilometer norr om Helsingfors. 